# Tetragnatha fragilis
Tetragnatha fragilis là một loài nhện trong họ Tetragnathidae.
Loài này thuộc chi Tetragnatha. Tetragnatha fragilis được miêu tả năm 1957 bởi Chickering.